# 20. století př. n. l.

## Události
- 2000–1000 př. n. l. – Dynastie Shang v Číně, Olmécká civilizace (Střední Amerika).
- 2000 př. n. l. – Zhroucení třetí dynastie urské je v literární formě popsáno ve dvou Nářcích nad zkázou města Uru.
- 2064–1986 př. n. l. – Válka dvou dynastií v Egyptě.
- 1991 př. n. l. – Egypt: Zemřel faraon Mentuhotep IV. Konec jedenácté dynastie. Začal vládnout faraon Amenemhet I. Začátek dvanácté dynastie.
- cca 1991 př. n. l. – 1785 př. n. l. – U Beni Hasanu vznikly hrobky vytesané do skály (dvanáctá dynastie).
- 1962 př. n. l. – Po Amenemhétově smrti skládá písař Cheti Poučení krále Amenemhéta I.
- 1932 př. n. l. – Amorité si podrobili Ur.
- 1926 př. n. l. – Za panování faraóna Senusreta I. vzniklo vyprávění o Sinuhetovi, nejvýznamnější literární dílo starého Egypta.
- 1926 př. n. l. – Senusret I., egyptský faraón 12. dynastie, umírá.
- 1913–1903 př. n. l. – Egyptsko–Nubijská válka.
- cca 1900 př. n. l. – Pád poslední Sumerské dynastie.